# ランチア・デルタ
デルタ（Delta ）は、イタリアの自動車メーカー、ランチアが製造するハッチバック型の乗用車。ランチア草創期の1911年に発売された「デルタ」という車種が存在したが、ここでは1979年発表のモデル以降を記述する。

## 第1世代
ランチアは、フィアットに吸収される前の1972年までフルヴィアを、フィアット吸収後の1972年～1980年にはベータという車種を製造しており、1979年発表のデルタもその流れを汲んだものである。先代のベータがセダン、クーペ、ステーションワゴン、オープンカーからミッドシップまで豊富なボディバリエーションを持っていたのに対して、デルタは5ドアハッチバックのみであった。
当時の欧州では、1975年に発表されたフォルクスワーゲン・ゴルフが大きな人気を博しており、2ボックス車に勢いがあった。デルタは、フィアットから先に発表されたリトモに引き続き、この流れに乗るべく投入された。スタイリングは、ゴルフを手がけたジョルジェット・ジウジアーロ率いるイタルデザインが担当し、1976年のコンセプトカーのマセラティ メディチ Ⅱを小型化したスタイリングで、大衆車然としたゴルフに対し、人工皮革のアルカンターラを多用した上品な内装によって「小さな高級車」を目指している。そのデザインは好評を持って迎え入れられ、1980年にランチア初のヨーロッパ・カー・オブ・ザ・イヤーを獲得している。
ボディサイズは、全長3,885mm×全幅1,620mm×全高1,380mm、ホイールベースは2,475mm。普及モデルのヘッドランプは写真のとおり角形2灯であるが、グループAのホモロゲーションモデルとなったHF 4WD以降の高性能モデルは丸形4灯となり、徹底して冷却を意識したフロントグリル、空力を意識したスポイラーなども特徴的であった。
駆動方式はFF。エンジンは全て横置き直列4気筒で、SOHCの1.3L、1.5L、DOHCの1.6L、1.6Lターボ付きのガソリンエンジンと、1.9Lターボのディーゼルエンジンが設定された。特別なモデルとして、DOHCの2.0LターボでガソリンエンジンのHF 4WD、HF インテグラーレと呼ばれるフルタイム4WDモデルも設定されている。このDOHCエンジンは、アウレリオ・ランプレディの設計でフィアットが多用したタイミングベルト駆動のツインカムユニット、通称「ランプレディ・ユニット」が採用されている。1993年に発表された2世代目のデルタ（通称デルタII）が後継車種となる。

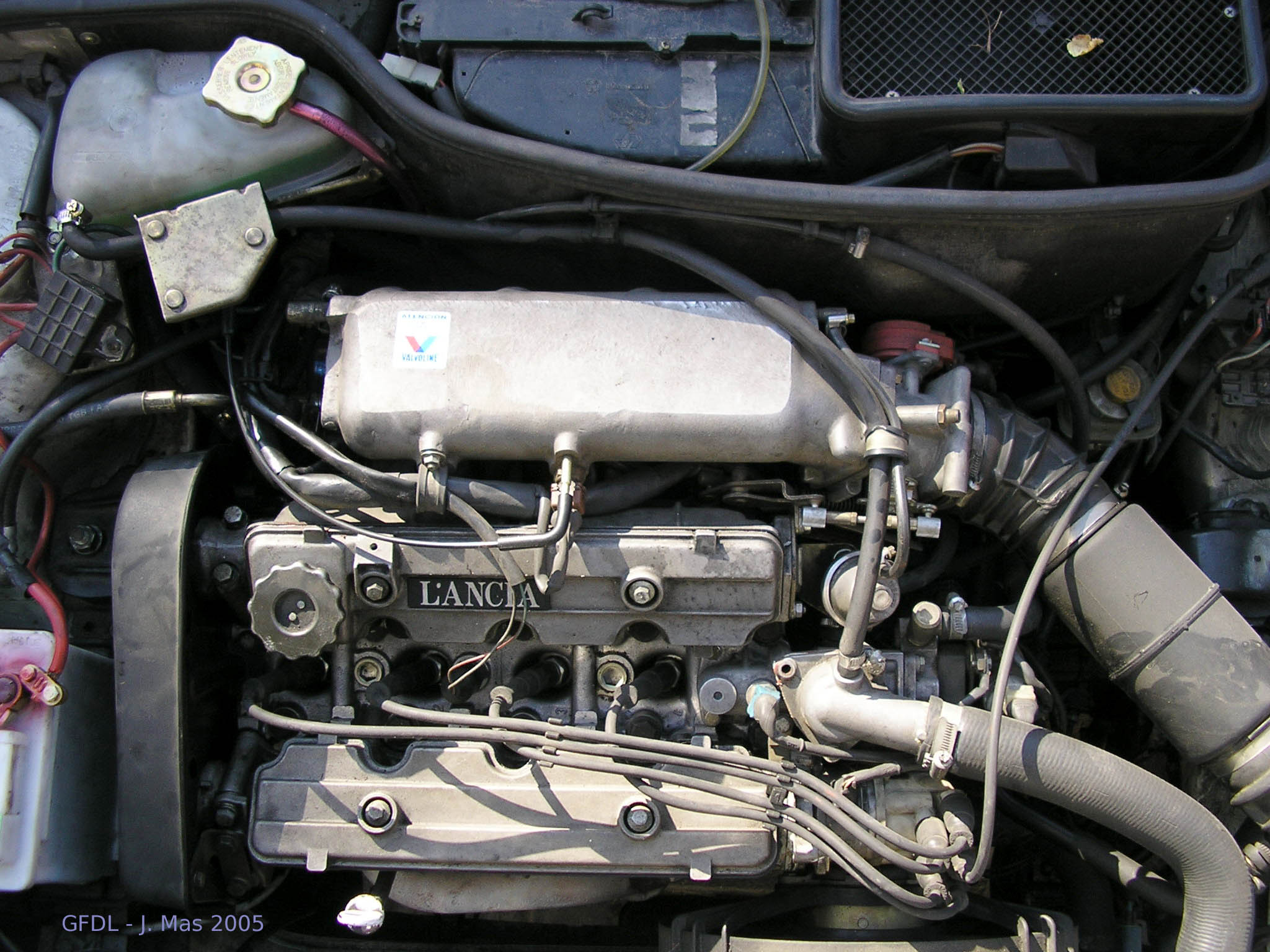
1.6L DOHC
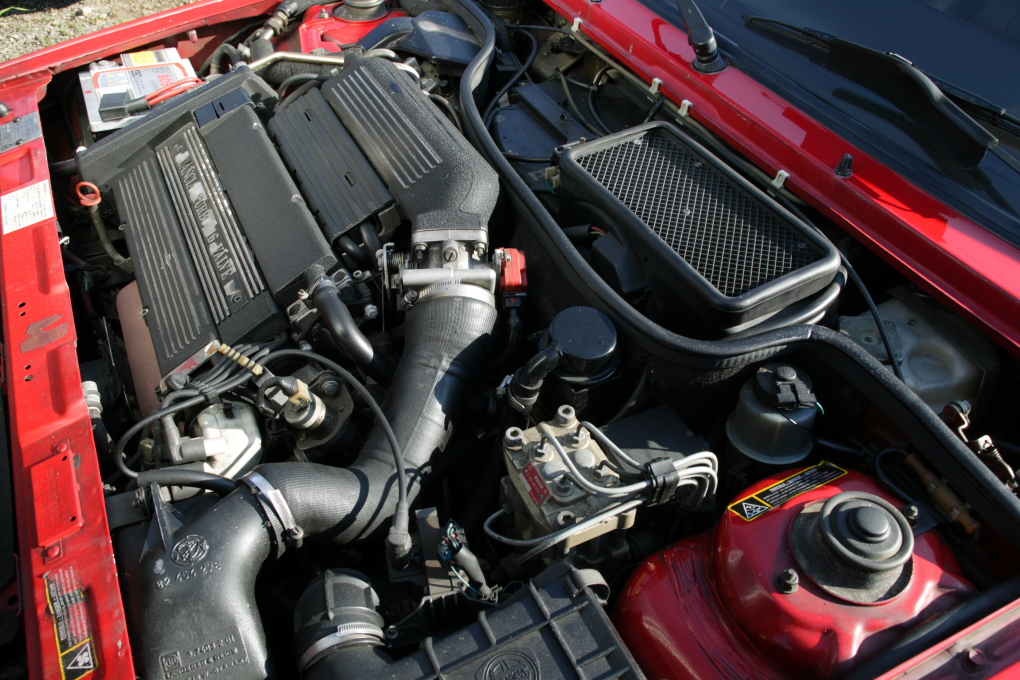
2.0L DOHC ターボ 16V

### バリエーション

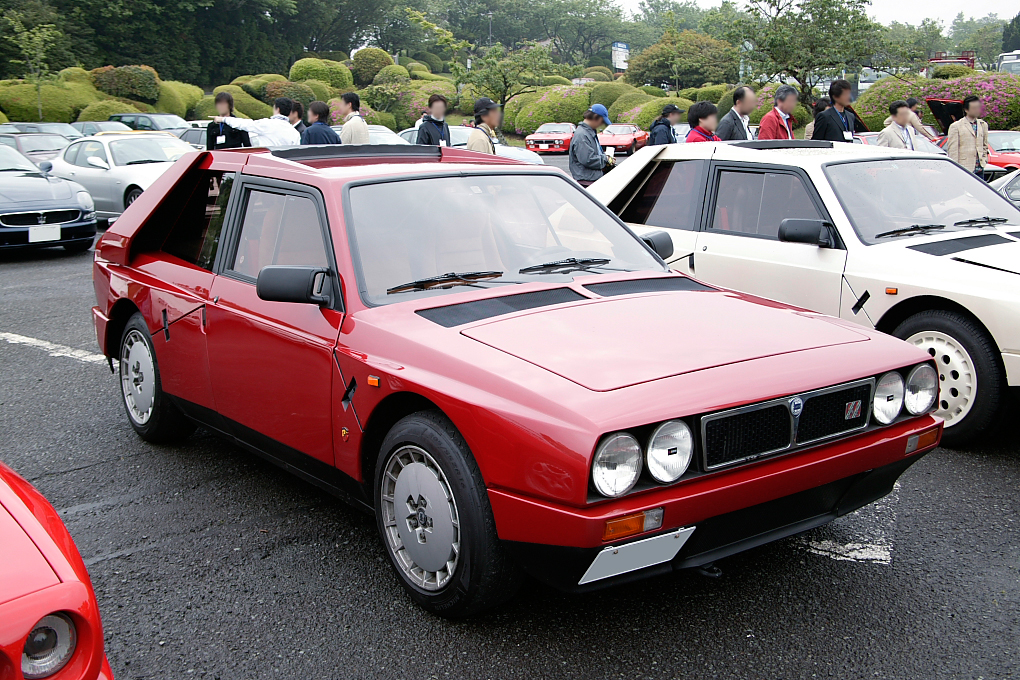
S4 ストラダーレ

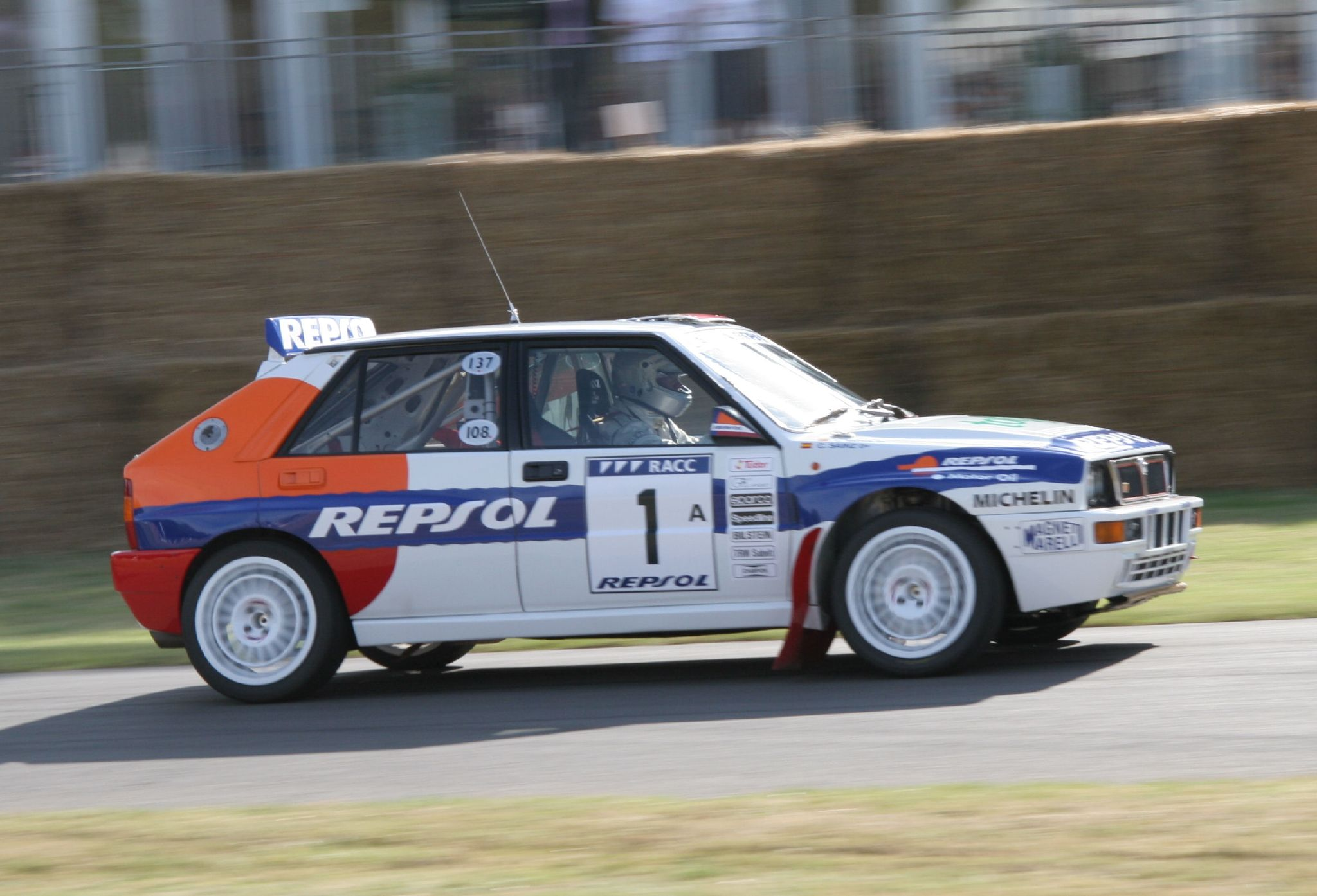
1993年のグループAカー

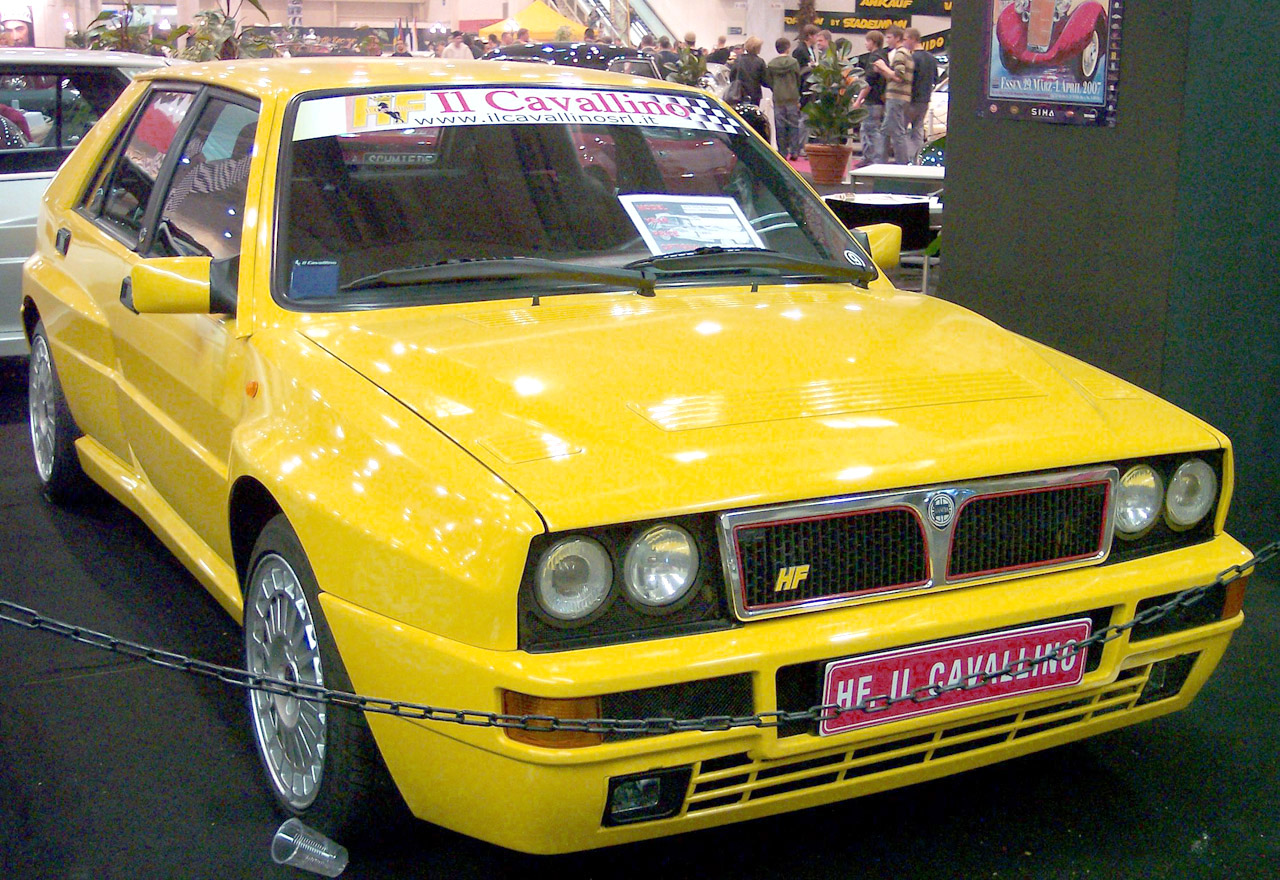
HF インテグラーレ
エボルツィオーネII ジアッラ

LX
1.3Lと1.5Lのガソリンエンジンを積むレギュラーモデル。1.5には3速ATの設定もあった。
GT
1.3L、1.5L、1.6L DOHCの各エンジンがあり、アルカンタラ内装も選べる上位モデル。
TD
1.9Lターボディーゼルエンジン搭載車。最高出力は80PS（59.7kW）/4,200rpmながら、17.5kg-m（172Nm）/2,400rpmの低回転、高トルクを出力。
HFターボ
130PS（97kW）のDOHC 1.6Lターボエンジンを搭載するモデル。
S4

1985年当時の世界ラリー選手権であったグループBのレース用車両および、その出場権獲得（ホモロゲーション）用の市販モデル。エンジン、シャシ共にデルタとは関連性が薄く、デルタの販売促進のために、ある程度似た姿と名前となった。全長4,005mm×全幅1,800mm×全高1,500mm、ホイールベースは2,440mmとなっている。エンジンは1.8L 4気筒DOHCスーパーチャージャー+ターボのガソリンエンジンで、それをミッドシップに縦置きし、4輪を駆動するフルタイム4WDであった。
HF 4WD
1986年をもって廃止されたグループBに代わり、世界ラリー選手権となったグループAの競技用車両および、その出場権獲得用の市販モデル。ファミリーカーであるデルタを、167PS（123kW）のDOHCターボエンジンとトルセンセンターデフを用いたフルタイム4WDにしたスポーツモデル。
HFインテグラーレ
1988年に設定。上記のHF4WDが「HF インテグラーレ」となり、フェンダー形状もブリスターフェンダーと呼ばれる、張り出したものとなった。最高出力は185ps（136kW）/5300rpm。
HFインテグラーレ16v
1989年に設定。4気筒DOHC2.0Lターボエンジンを16バルブ化し、最高出力は200PS（147kW）に達した。この変更に伴いそれまでのモデルは「8V」と呼ばれるようになった。大型化したエンジンのクリアランスのため、16V以降のボンネットは盛り上がった形に変更されている。このモデルからライト周辺にも通気穴が開けられ、フロントバンパー周辺にも可能な限りの通気穴を開けられた。これはWRCへの対策のため。また、駆動系もFF寄りだった駆動配分をFR寄りの前44:後56に設定し直され、拡大したトレッド、短いホイールベース、インチアップしたタイヤなどと相まって回頭性とコーナリング能力が向上している。
HFインテグラーレ エボルツィオーネ

1992年にはエボリューションモデルである「HFエボルツィオーネ」が設定。各部の改良強化とともにボディデザインが変更され、最高出力も210PS（154kW）となった。車体剛性が向上し、リアドアパネルと一体化されたブリスターフェンダーが外観上の特徴となった。
このモデルから日本国内でいう「3ナンバーボディ」となり、足周りではピロボール式リンクなどの装備が搭載され、また5穴ハブに変更、角度調整のできるリアスポイラーの標準装備化などがあげられる。ボンネットの張り出しはいっそう拡大し、ボンネット前部左右に更に小型のエアスクープが追加されている。フロントブリスターフェンダーの後ろ側にはブレーキ周りの排熱を効率よく排出するためのダクト（市販車ではダミーパネルとなっている）が追加されている。
なお、世界ラリー選手権5連覇の記念として、マルティニカラーストライプの限定車、「HFインテグラーレV(5)」が発売された。後にダークグリーンメタリックの「ヴェルデ・ヨーク」を発表。また当時フィアットの会長であったジャンニ・アニェッリの要望でワンオフの2ドアカブリオレが製造された。なお、2ドアカブリオレは彼の愛車だったテスタロッサスパイダーやテーマ 8.32ワゴンと同様に彼のイニシャルAGを銀の元素記号にかけてシルバーに塗られている。
HFインテグラーレ エボルツィオーネII

1993年に発売。完全な独立モデルとして継続販売されたが、ラリーへの投入機会は無い。燃料噴射がシーケンシャルとなり、最大出力は215PS（158kW）となった。エボルツィオーネIと同形状のホイールだが15インチから16インチに変更されている。
1994年、車体色を黄色とした220台限定の「ジアッラ」（黄色）と青メタリックに黄色のピンストライプの「ブルー・ラゴス」を発表（台数は215台）。内装色はベージュとなる。
1995年、最終ロットの限定車は、「ディーラーズ コレクション」と、日本市場向け「コレッツィオーネ」（コレクション、正式名称ランチア・デルタ・アッカエッフェ・インテグラーレ・エボルツィオーネ・ドゥエ・コレツィオーネ・エディツィオーネ・フィナーレ）となった。紅の車体の上面に、ランチアカラーの青と黄色のストライプを配したものとなった。コレッツィオーネの販売台数は、当初200台の予定であったが、受注に対応し250台へ変更された。

## 第2世代
1993年に先代デルタの後継車種として、フィアット・ティーポ同様ティーポ2/3プロジェクトのひとつとして発表された。よってフィアット・テムプラやランチア・デドラ、アルファロメオ・155とは基本構造が同じであった。
ボディは5ドアハッチバックと3ドアハッチバック。ボディサイズは、全長4,011 mm×全幅1,703 mm×全高1,430 mm、ホイールベース2,540mm。先代同様にHFというスポーツモデルがあり、異なったボディが設定されていた。フェンダーが張り出した分、全幅が1,759 mmとなる。
エンジンは全て4気筒で、SOHCの1.6L、DOHCの1.6L、1.8L、2.0L、2.0Lターボのガソリンエンジンと1.9Lターボのディーゼルエンジン。それらをFF方式で駆動した。内外装ともにイタリアのデザイン会社I.DE.Aが担当した。販売的には先代デルタの印象があまりにも強く、さらに2代目とともに先代インテグラーレの生産・発売が続いていたため、その陰に隠れてしまった感がある。日本でも数台がガレーヂ伊太利屋によって輸入、販売された。

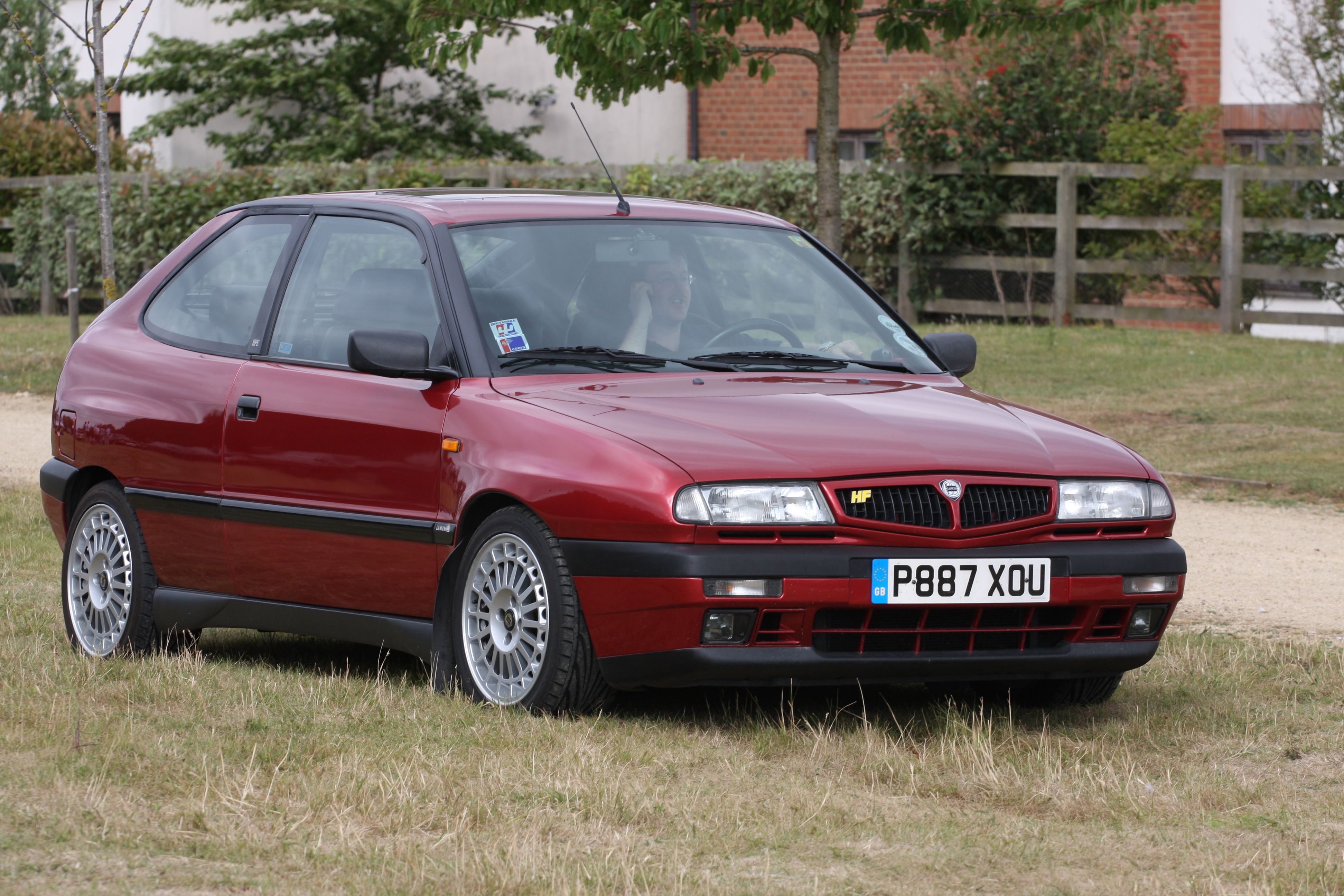
HF

1999年に生産終了。

## 第3世代
プロトタイプ「ランチア・デルタHPE」はランチア創立100周年を記念して2006年9月5日のヴェネツィア国際映画祭にて初公開され、直後のパリモーターショーにも出展された。生産型は2008年のジュネーヴモーターショーで公開され、同年6月に発売開始された。
全長4,520mm×全幅1,797mm×全高1,499mm・ホイールベースは2,700mmというCセグメントとDセグメントの中間サイズの5ドアハッチバックで、LEDを用いた方向指示器やグラスルーフ、2トーンカラーの塗色などのデザイン処理が行われている。内装もランチアが得意とするアルカンターラやポルトローナ・フラウ製の本革シートを採用している。
エンジンは全てターボチャージャー付きで、当初はガソリン1.4L 120/150馬力、ディーゼル1.6L 120馬力の計3種類となるが、2.0L ディーゼル165馬力、1.9L ツインターボディーゼル190馬力/ガソリン直噴200馬力も追加される。トランスミッションはいずれも6段のマニュアル、シーケンシャル、そしてオートマチックが用意される。
新世代電動パワーステアリング「アブソリュート・ハンドリング・システム」「リネアリゼーション・トルク・フィードバック＆トルク・トランスファー・コントロール」と称するトルクコントロール機能、電子制御サスペンション、さらには縦列駐車を容易にするセミオートマチック・パーキングシステム、車線維持システムなども装備される。
2010年の北米国際オートショーでは、フィアットグループ傘下に入ったクライスラーグループがデルタをクライスラーブランドで参考出品した。クライスラーとランチアを統合する方針に基づいたものである。2011年3月にはランチア版デルタのフェイスリフトが行われてジュネーヴモーターショーで披露されたが、前述の参考出品車に付けられていたクライスラー風のグリルが採用されている。
2011年9月、イギリスにてクライスラー・デルタの販売が開始された。ランチアはかつてイギリス市場から撤退していたため、クライスラーブランドで販売されることとなった。
日本では主に、かつてランチアの日本代理店であったガレーヂ伊太利屋などによって少数ながら並行輸入された。生産は2014年に終了した。

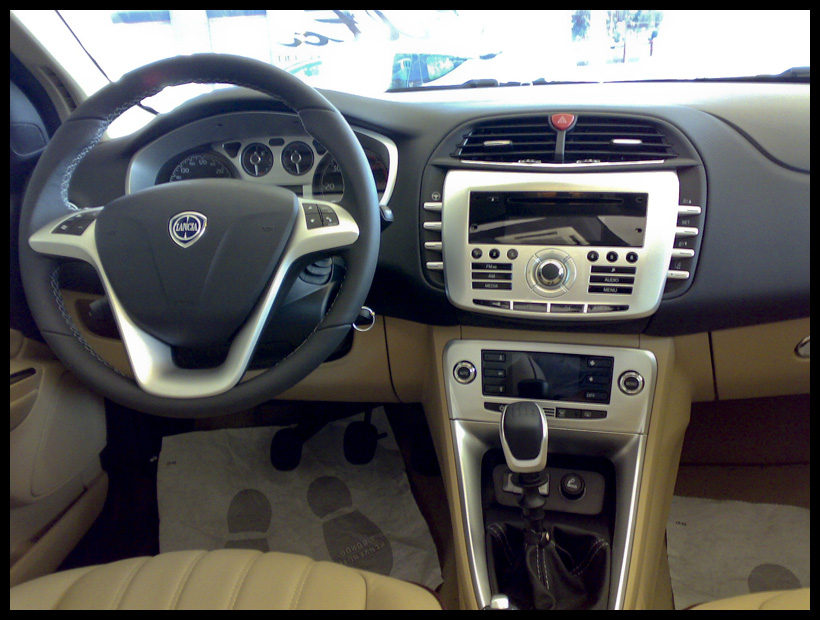
デルタのダッシュボード
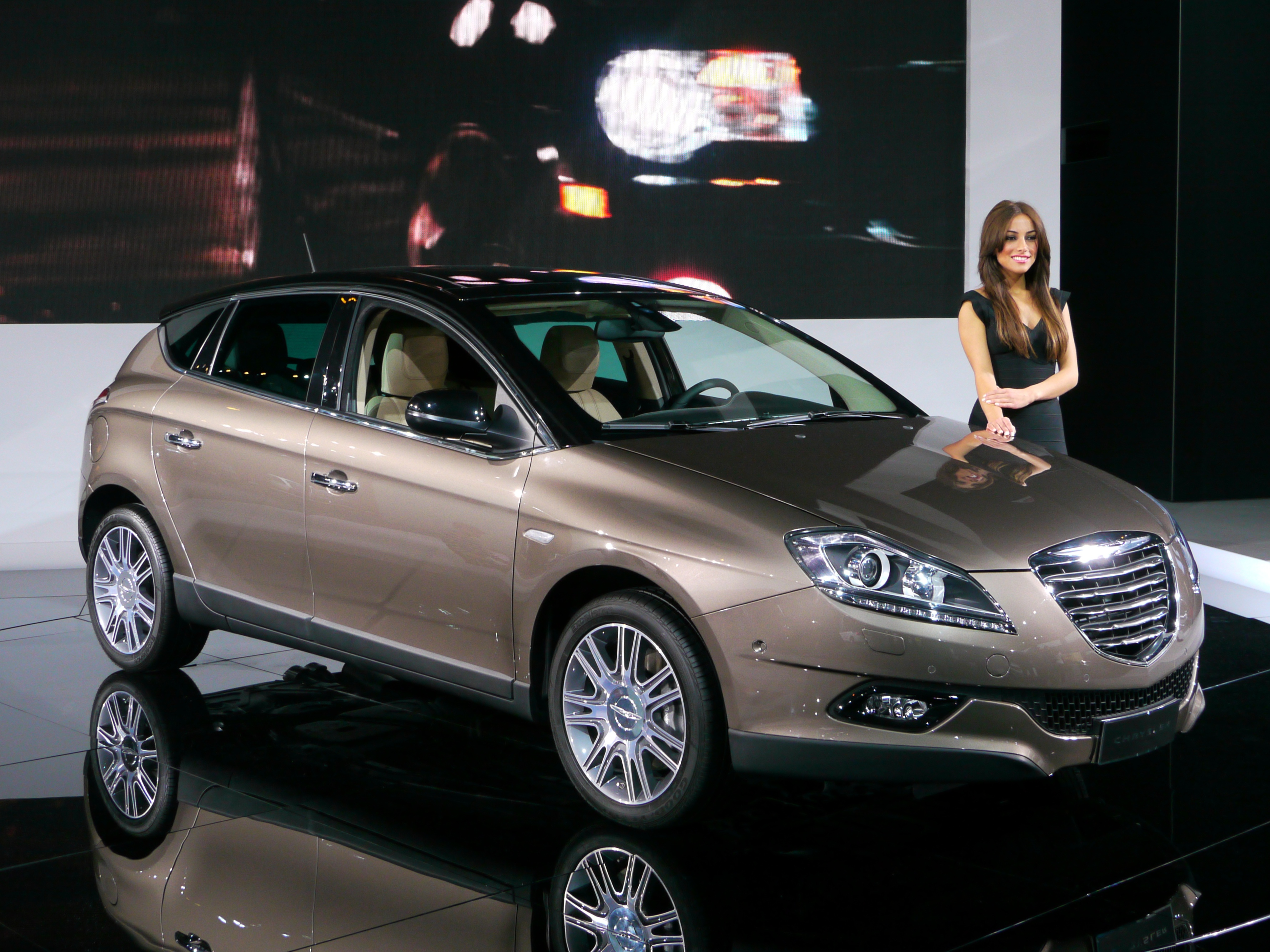
シカゴオートショーに参考出品されたクライスラー・デルタ
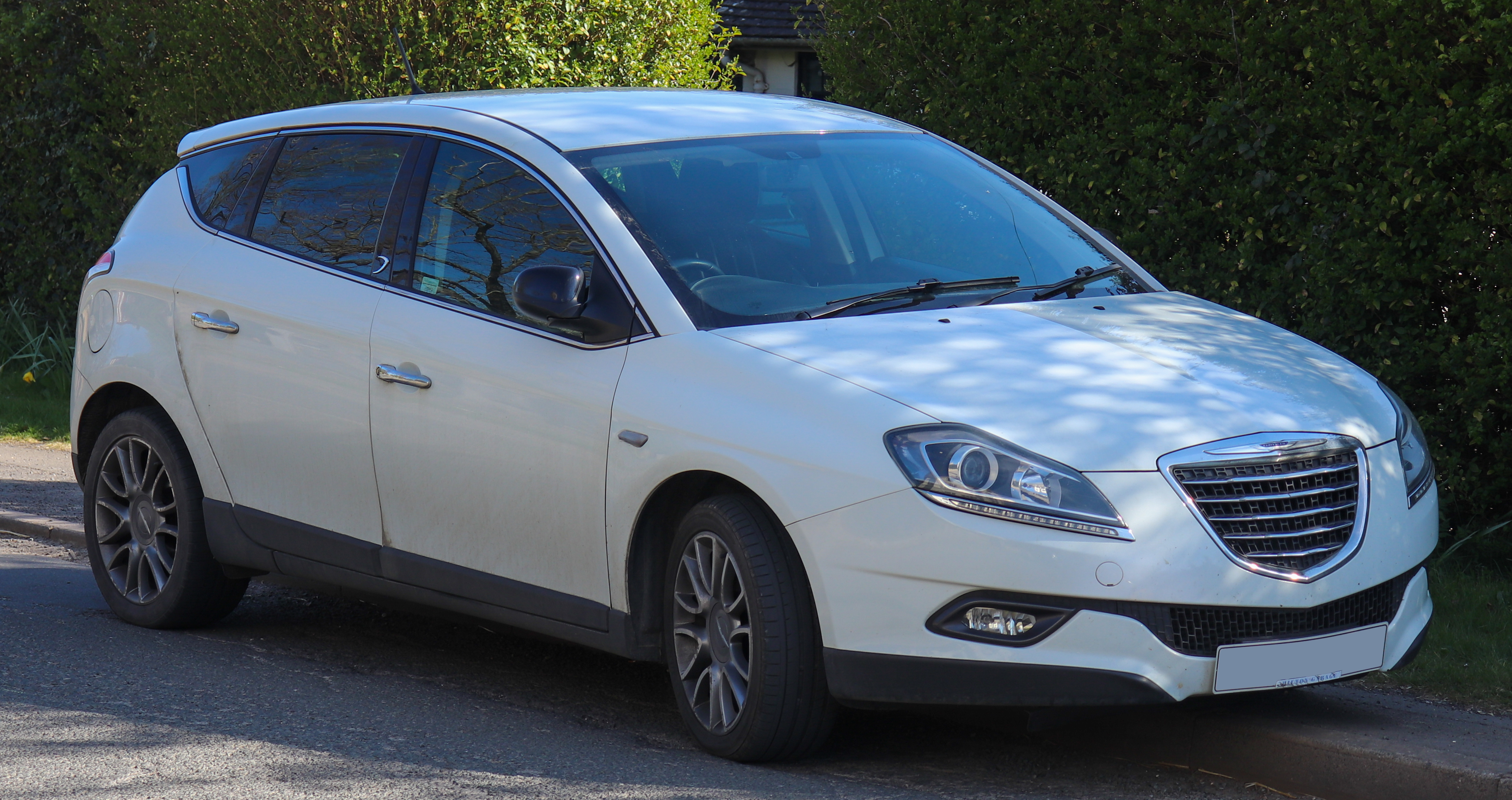
クライスラー・デルタ（フロント）
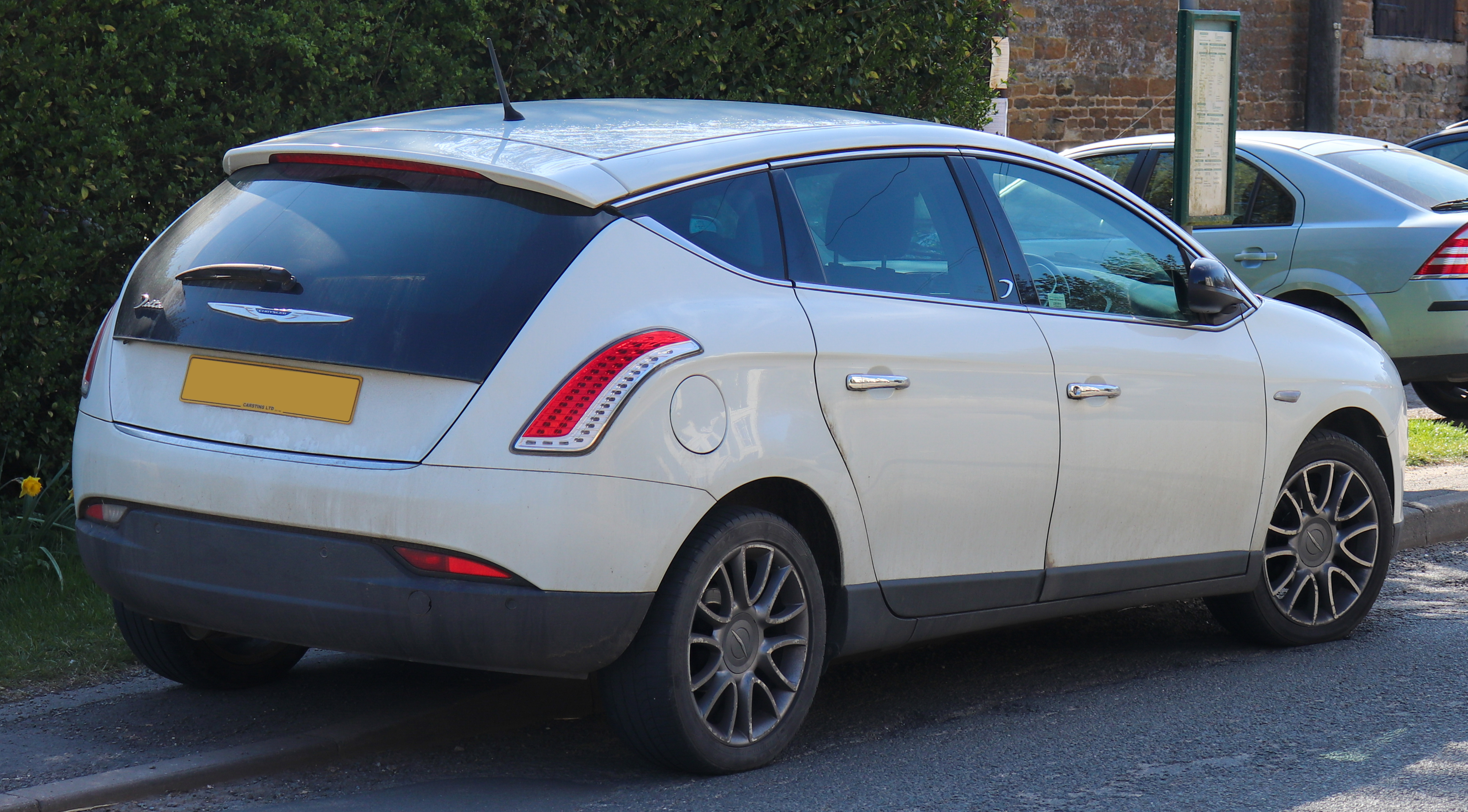
クライスラー・デルタ（リア）
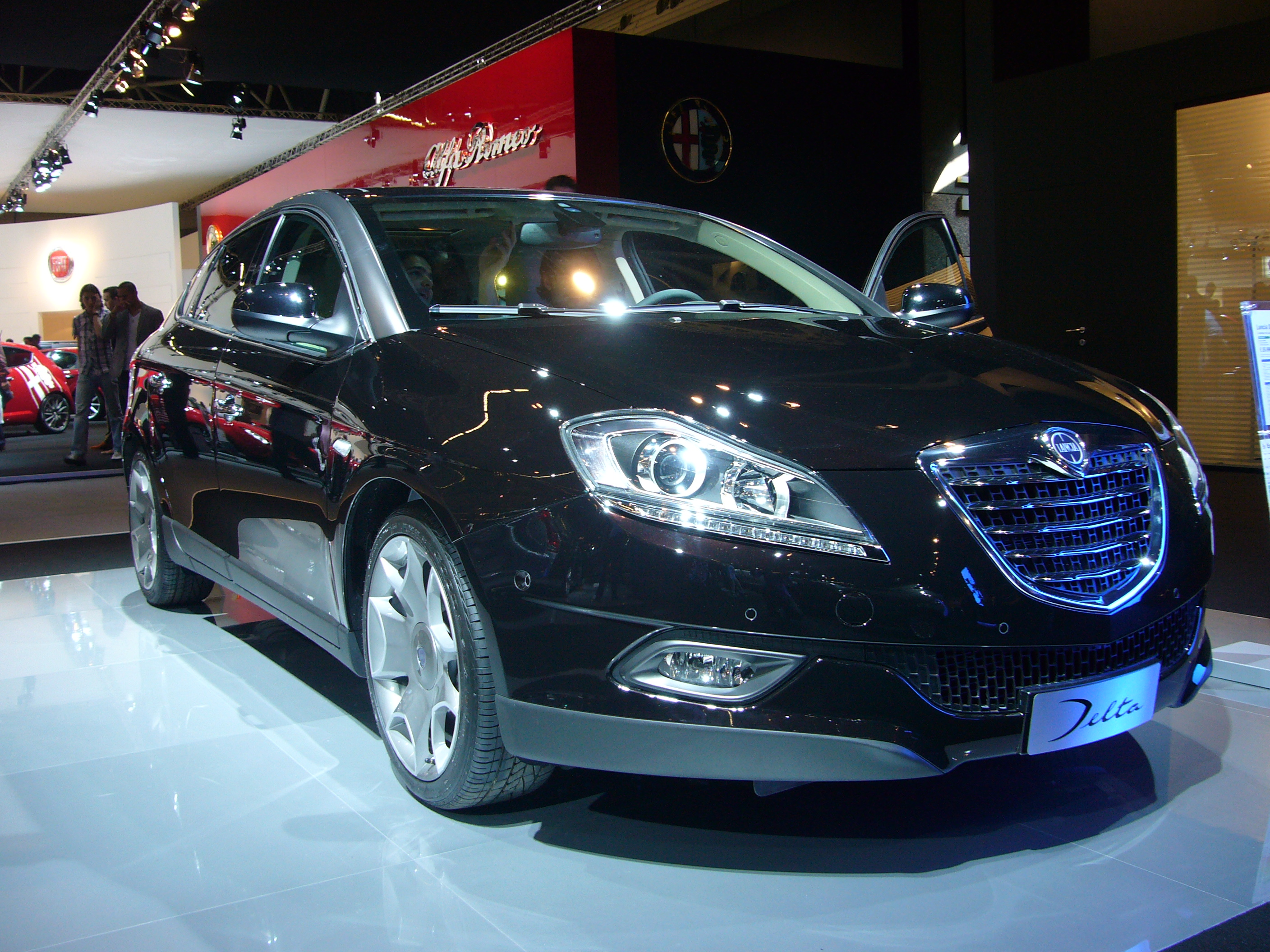
3代目デルタ後期型（フロント）

## モータースポーツ

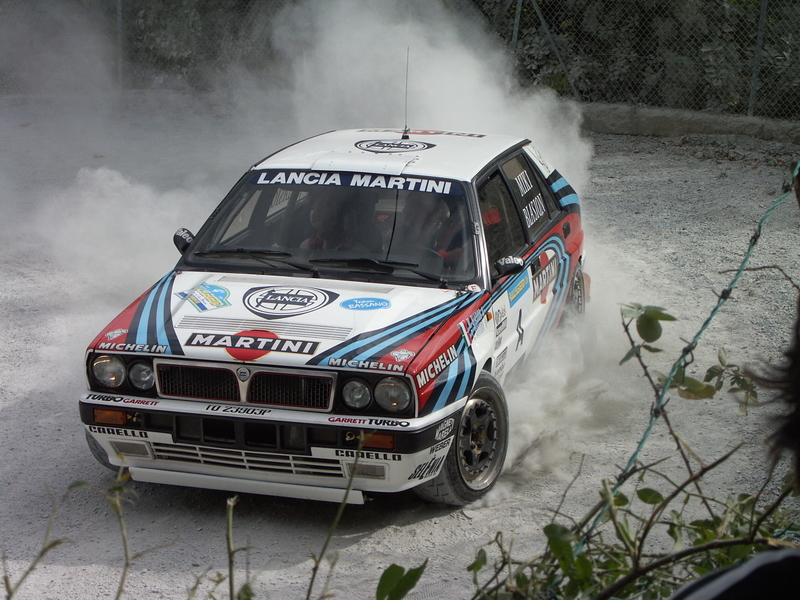
WRCで1989年から1991年にかけて主力マシンとして活躍した、デルタ インテグラーレ16V

ランチアはデルタで1987年から世界ラリー選手権（WRC）のグループAクラスに参戦。トヨタなどのライバルを退けながら、1992年まで6年連続でマニュファクチャラーズ・タイトルと、4度のドライバーズ・タイトルを獲得し一時代を築いた。
世界ラリークロス選手権では2022年に、選手権の公認パーツサプライヤーの一つでもある仏GCKモータースポーツのレトロフィット部門が、インテグラーレのピュアEVを生産の上、参戦している。